# Thời kỳ Yamato
Thời kỳ Yamato (大和時代, (Đại Hòa thời đại) Yamato-jidai)là một giai đoạn trong lịch sử Nhật Bản kéo dài từ khoảng thế kỷ 4 đến thế kỷ 7. Đây là thời kỳ tiếp sau thời kỳ Yayoi và trước thời kỳ Nara. Trong cách phân đoạn lịch sử phổ biến hơn, thời kỳ Yamato lại được thay thế bằng hai thời kỳ Kofun và Asuka. Việc xếp cả quãng thời gian từ thế kỷ 4 đến thế kỷ 7 vào làm một thời kỳ và đặt tên là thời kỳ Yamato là dựa vào thực tế rằng nhà nước Yamato ở xứ Yamato phía Tây Nhật Bản ở vào thời kỳ thịnh vượng và có thế lực lớn nhất ở Nhật Bản lúc bấy giờ.

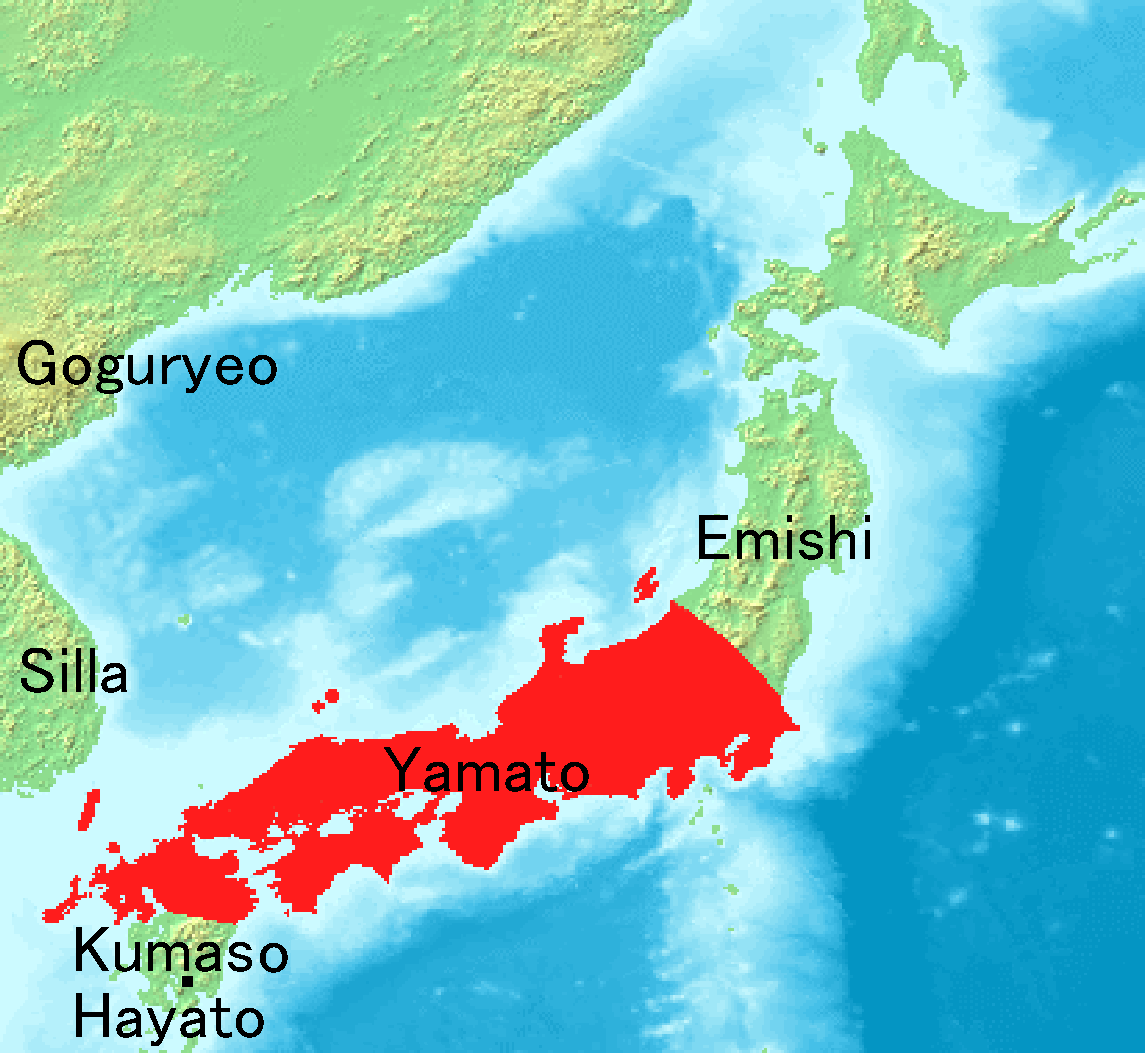
Nhà nước Yamato.

Đầu thời kỳ này, các hào tộc Ootomo, Mononobi, Soga no Uji thay phiên nhau nắm quyền cai trị thực tế nhà nước Yamato. Giữa thời kỳ nổi lên một nhân vật lỗi lạc, Thánh Đức Thái tử là người đã thúc đẩy phổ biến Phật giáo (vốn đã từ bán đảo Triều Tiên truyền tới từ trước đó) ở Nhật Bản, cải cách quan chế, ban hành luật pháp. Sau đó là cải cách Taika đã đưa Nhật hoàng trở lại vị trí trung tâm của nền chính trị Nhật Bản. Triều đình Yamato cho đến lúc đó theo đuổi một chế độ dòng họ (phân chia quyền lực và lợi lộc giữa một số dòng họ quý tộc và hào tộc), chế độ ruộng đất công (ruộng đất thuộc sở hữu của Nhà nước và được đem cho nông dân thuê), chế độ thuế má thống nhất dần dần đã cải tổ được cơ cấu chính quyền địa phương và chuyển sang chế độ trung ương tập quyền cai trị bằng pháp luật.
Nửa đầu thế kỷ 6, cùng với việc phổ biến Phật giáo, nhiều kỹ thuật sản xuất và văn hóa đã từ bán đảo Triều Tiên truyền vào Nhật Bản. Các đoàn ngoại giao và lưu học sinh cũng đã được gửi sang Trung Quốc và đem về nhiều kiến thức văn hóa, hành chính và kỹ thuật sản xuất quý báu. Kỹ thuật nông nghiệp, khai mỏ, xây dựng cùng với kiến trúc và mỹ thuật Phật giáo phát triển mạnh.

## Xem chi tiết
- Thời kỳ Kofun
- Thời kỳ Asuka